# 4×4 Evolution
4×4 Evo (también relanzado como 4×4 Evolution) es un videojuego desarrollado por Terminal Reality para Microsoft Windows, PlayStation 2, y Sega Dreamcast. Es uno de los primeros juegos de consola en tener una multiplataforma en línea donde las versiones Dreamcast, Macintosh y PC del juego aparecen en línea al mismo tiempo. El juego puede usar mapas creados por los usuarios para descargar al disco duro, y sorprendentemente en VMU. Todos los juegos son similares en calidad y jugabilidad, aunque los sistemas en línea muestran un modo para personalizar los camiones de los jugadores y utilizarlo en línea.
En este juego todavía se puede jugar en línea con todos los sistemas de Sony PlaySation 2.

## Secuela
4×4 EVO 2 ha sido lanzado para Windows, Macintosh, Xbox, GameCube y PlayStation 2. Aparecen mapas más grandes, con un terreno más denso y los jugadores pueden conducir en cualquier lugar.